# Dipodillus stigmonyx
Dipodillus stigmonyx és una espècie de mamífer rosegador de la família dels múrids. És endèmic de la zona de Khartum (Sudan), on viu a tres localitats situades a l'oest del Nil Blanc. Els seus hàbitats naturals són les planes rocoses i els herbassars oberts amb sorra consolidada. Es desconeix si hi ha cap amenaça significativa per a la supervivència d'aquesta espècie.